# Acianthera bicornuta
Acianthera bicornuta é  uma pequena espécie de orquídea (Orchidaceae) originária de Minas Gerais, Rio de Janeiro e São Paulo, no Brasil, antigamente subordinada ao gênero Pleurothallis. Trata-se de uma das menores espécies de sua secção de Acianthera e tem como características distintivas o fato de sua inflorescência ter até quatro flores minúsculas simultâneas. As flores são miudamente pintalgadas de púrpura e tem labelo mais ou menos triangular com quatro grandes marcas púrpura nas margens.
Esta espécie foi descrita por Barbosa Rodrigues por duas vezes. A análise das ilustrações originais demonstra que a Lepanthes variegata apresenta mais de uma flor, de fundo branco, na inflorescência enquanto a Lepanthes bicornuta apresenta apenas uma flor, com fundo creme.  De resto são exatamente a mesma espécie. Apesar de os registros não demonstrarem, já foi encontrada por diversas vezes na serra de São Pedro em São Paulo. As fotos são de uma destas plantas.

## Publicação e sinônimos
- Acianthera bicornuta (Barb.Rodr.) Pridgeon & M.W.Chase, Lindleyana 16: 242 (2001).

Sinônimos homotíticos:
- Lepanthes bicornuta Barb.Rodr., Gen. Spec. Orchid. 2: 61 (1881).
- Pleurothallis bicornuta (Barb.Rodr.) Cogn. in C.F.P.von Martius & auct. suc. (eds.), Fl. Bras. 3(4): 470 (1896).

Sinônimos heterotíticos:
- Lepanthes variegata (Barb.Rodr.) Barb.Rodr., Gen. Spec. Orchid. 2: 61 (1881).
- Specklinia variegata (Barb.Rodr.) Luer, Monogr. Syst. Bot. Missouri Bot. Gard. 95: 264 (2004).
- Pabstiella variegata (Barb.Rodr.) Luer, Monogr. Syst. Bot. Missouri Bot. Gard. 112: 121 (2007).
- Acianthera variegata (Barb.Rodr.) Campacci, Bol. CAOB 69-70: 25 (2008).